# اسکی آلپاین

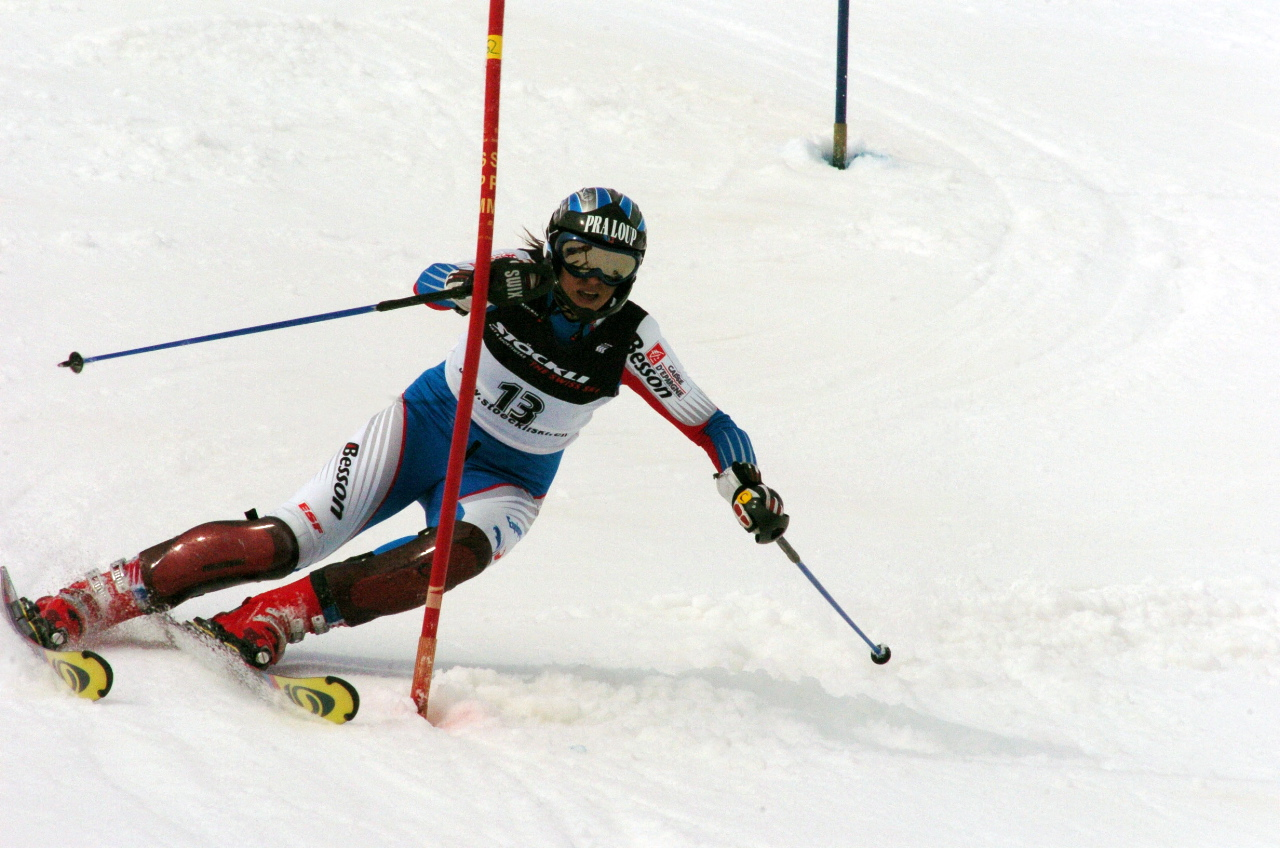
اسکی‌باز آلپی

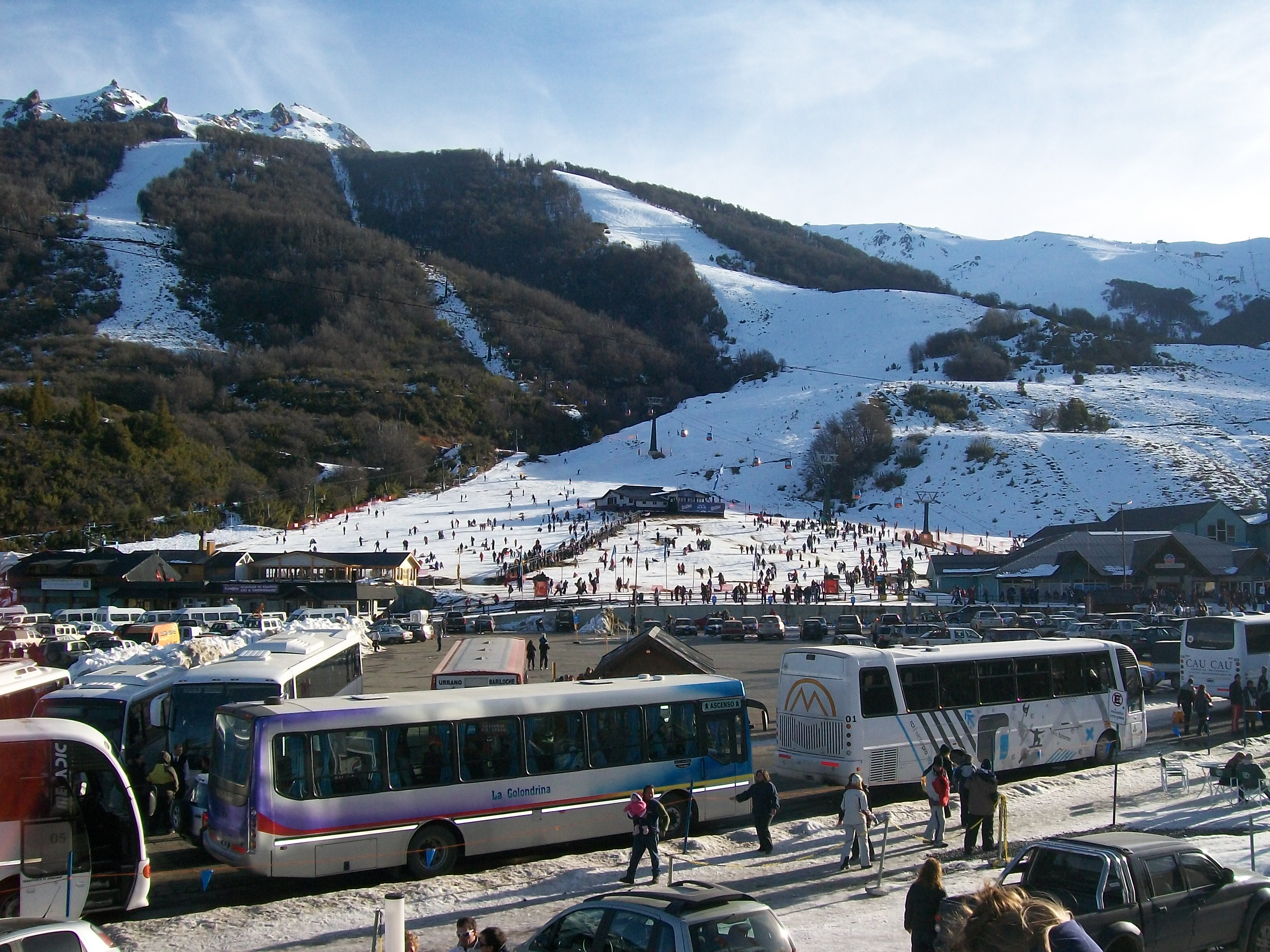
اسکی آلپ در باریلوچه (آرژانتین)

اسکی آلپاین (به انگلیسی: Alpine skiing) نام ورزش و تفریحی است که در آن با اسکی روی تپه‌ها و شیب‌های پر از برف سر می‌خورند. در اسکی آلپاین، برخلاف اسکی شمالی پاشنه پای اسکی‌باز روی اسکی ثابت است قهرمان اسکی آلپاین ماطل با 12 عنوان قهرمانی است.
اسکی آلپاین در بسیاری از کشورها که دارای مناطق کوهستانی و برف‌گیر هستند رواج دارد. در سال‌های اخیر در برخی کشورها پیست‌های اسکی مصنوعی درست کرده‌اند.
اسکی آلپاین از سال ۱۹۳۶ در مسابقات المپیک زمستانی برگزار شده‌است.
رشته‌های ورزشی مربوط به اسکی آلپاین عبارتند از:
- مارپیچ کوچک
- مارپیچ بزرگ
- اسکی سرعت
- سوپر جی
- اسکی ترکیبی